# تپه قلعه گبری (آباده)
تپه قلعه گبری مربوط به دوران‌های تاریخی پس از اسلام است و در آباده، شهر بهمن به طرف صغاد واقع شده و این اثر در تاریخ ۲۳ بهمن ۱۳۸۰ با شمارهٔ ثبت ۴۷۱۱ به‌عنوان یکی از آثار ملی ایران به ثبت رسیده‌است.